# Шафранкі (Монецький повіт)
Шафранкі (пол. Szafranki) — село в Польщі, у гміні Ґоньондз Монецького повіту Підляського воєводства.
Населення — 107 осіб (2011).
У 1975-1998 роках село належало до Ломжинського воєводства.

## Демографія
Демографічна структура станом на 31 березня 2011 року:
|          | Загалом | Допрацездатний вік | Працездатний вік | Постпрацездатний вік |
| -------- | ------- | ------------------ | ---------------- | -------------------- |
| Чоловіки | 51      | 13                 | 30               | 8                    |
| Жінки    | 56      | 8                  | 28               | 20                   |
| Разом    | 107     | 21                 | 58               | 28                   |